# Пятониколаевка
Пятониколаевка (укр. П'ятомиколаївка) — село в Онуфриевской поселковой общине Александрийского района Кировоградской области Украины
До 2020 года входило в Онуфриевский район
Население по переписи 2001 года составляло 134 человека. Почтовый индекс — 28123. Телефонный код — 5238.